# Сур'я Шівакумар
Сур'я Шівакумар (англ. Suriya Sivakumar більш відомий під мононімом Сур'я; народ. 23 липня 1975 року) — індійський актор, продюсер і телеведучий, зайнятий в кіноіндустрії на тамільській мові . У перші з'явився на екрані у фільмі Nerukku Ner 1997 року. Володар трьох Tamil Nadu State Film Awards і трьох Filmfare Awards South . Засновник і власник продюсерського будинку 2D Entertainment. Ведучий першого сезону телевізійної гри Neengalum Vellalam Oru Kodi, Таміла версії " Хто хоче стати мільйонером? ".

## Біографія
Сур'я, уроджений Сараванан, з'явився на світ у родині тамільської актора Шивакумара і його дружини Лакшмі. Крім нього в сім'ї було ще двоє дітей: син Картик , який також став актором, і дочка Бринда . Майбутній актор відвідував школу Падма Шешадрі БалаБхаван, Англо-Індійську Старшу школу Святого Біді і отримав ступінь бакалавра комерції в колледже Лойолы в Ченнаї .
В підлітковому віці Сур'я не хотів бути актором, після отримання ступеня він відхилив запропоновану режисером Васантом роль у фільмі Aasai (1995) і три роки пропрацював у фірмі з експорту одягу. Однак вирішивши відкрити власну компанію, він потребував стартового капіталу, але не хотів брати грошей у батька. Тому погодився на нову пропозицію знятися в кіно від Васанта, замінивши в Nerrukku Ner (1997) Аджіта Кумара, що вийшов з проекту після початку зйомок . Сценічний псевдонім «Сур'я» було дано йому Мані Ратнамом, щоб уникнути плутанини з уже відомим актором на ім'я Сараванан .
Однак перші чотири роки в кіноіндустрії його переслідували невдачі і велика частина його фільмів були провальними. Проривом в кар'єрі став його восьмий фільм — «Син матері» (2001) режисера Бала . Зйомки зайняли півтора року, за які Сур'я, за його словами, навчився правильно поводитися перед камерою (незважаючи на те, то він був сином актора, до входження в кіноіндустрію у нього не було ніяких знань про акторській грі) . Роль колишнього ув'язненого, який дуже прив'язаний до своєї матері, принесла йому першу кінопремію — Tamil Nadu State Film Award .
У 2003 році вийшло два фільми за участю Сур'ї, і обидва мали успіх. В «Кримінальний відділ» Гаутама Менона він зіграв офіцера поліції, а в «Син Бога» Бали — сільського шахрая. Завдяки останньому з них він завоював Filmfare Awards South за кращу роль другого плану . А першу премію Filmfare за головну роль приніс йому, що вийшов в наступному році, фільм Саси Шанкара Найкрасивіший , де він виконав подвійну роль: агресивного студента коледжу і сільського горбаня. В цей же час актор знявся у Мані Ратнама у фільмі «Молодость» разом з Сиддхартом і Мадхавані.
Що вийшов в 2005 році психологічний трилер «перемогти себе» АР Муругадоса, де Сур'я виконав роль людини з антероградной амнезією, посів третє місце за касовими зборами серед фільмів на тамільською мовою на той момент. Іншим великим хітом став фільм «Близнюки» режисера Хари, в якому актор зіграв подвійну роль. Екранної партнеркою Сурьї в обох фільмах була Асин. З цього моменту для Сурьї почалася біла смуга, адже всі його фільми в наступні шість років ставали хітами і займали перші місця в списку найкасовіших стрічок року на тамільською мовою.

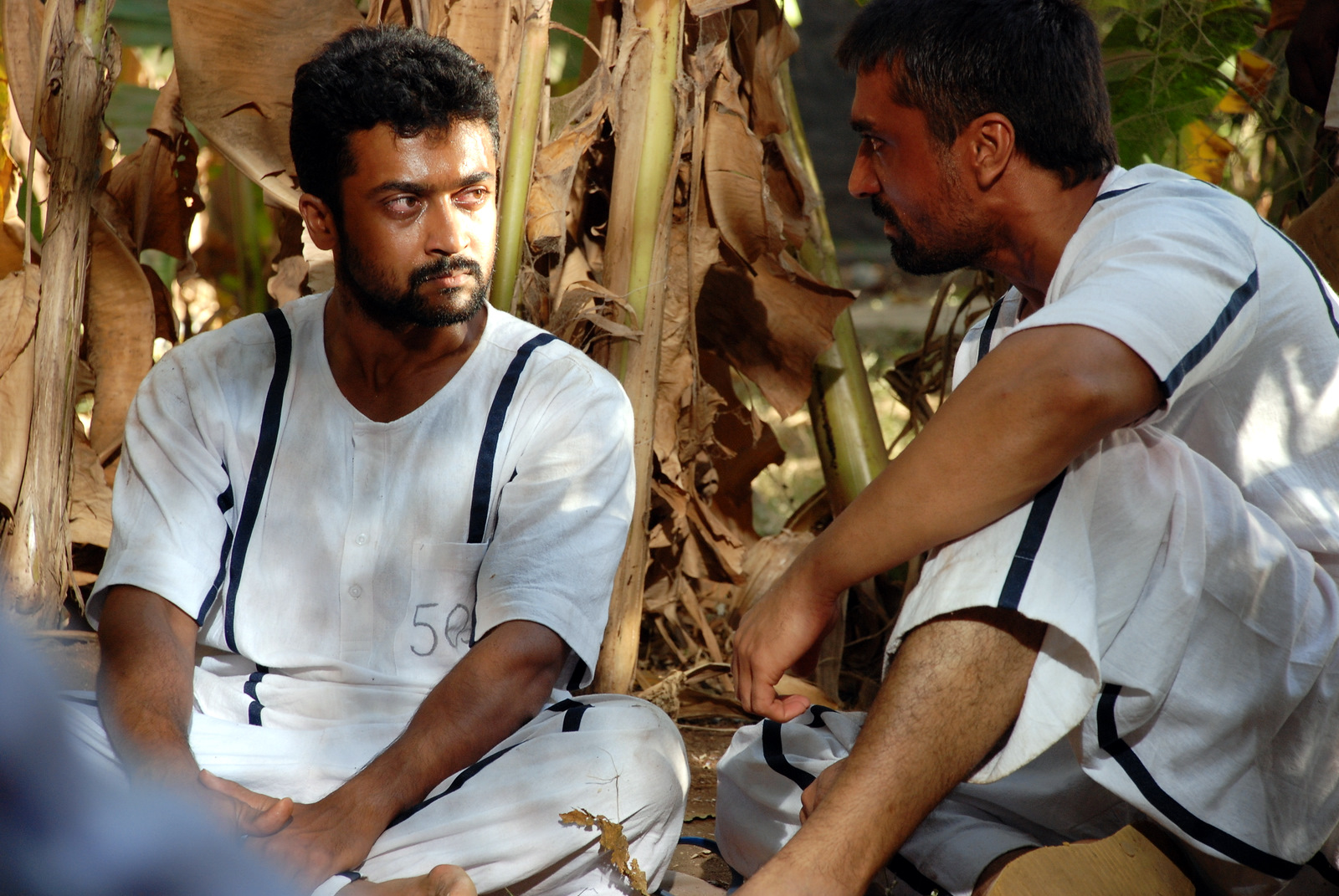
Сур'я у фільмі «Помста понад усе»

У 2008 році актор втретє з'явився на екрані в подвійній ролі у фільмі «Тысяча препятствий» Гаутама Менона. Сур'я зіграв батька і сина і показав перед камерою персонажів в різні етапи їхнього життя від 17 до 65 років . Для цього фільму він також схуд на десять кілограмів і накачав шість кубиків преса . У підсумку «Тисяча перешкод» завоював Національну кінопремію як кращий фільм на тамільській мові, а також приніс акторові другу Filmfare Awards South за провідну роль . Наступна робота Сурьї — бойовик " Невловимий " К. В. Ананда, з Тама героїнею, став єдиним тамільським блокбастером 2009 року . За ним послідували «Адаван» К.С. Равикумара , де актор виконав роль найманого вбивці, і «Левяче серце» Харі, де він зіграв поліцейського з маленького села, переведеного у велике місто. У 2010 році Сур'я також знявся у другій частині двомовного (хінді і телугу) фільму Рама Гопала Варми «Помста понад все» , зігравши противника головного героя і отримавши позитивні відгуки від критиків. В тому числі, Таран Адарш з Bollywood Hungama назвав його виконання ролі найенергійнішим і сильним в поточному році . У наступні два роки актор двічі з'явився на екранах в подвійній ролі. У фантастичному бойовику «Сьоме відчуття» Муругадоса він зіграв циркового артиста і його далекого предка Бодхідхарму, а в «Двое» К. В. Ананда — сіамських близнюків . Потім Сур'я повернувся до ролі чесного поліцейського в сіквелі «Левового серця», яким закінчилася низка його комерційно успішних кінострічок.
Наступні потім " Невгамовний " Н. Лингусами , для якого Сур'я записав пісню «Ek Do Theen», і "Масиламан на прозвіще Масс" Венката Прабху провалилися в прокаті . Положення виправив фільм «Часовщик» Викрама Кумара, який зібрав 100 крор за 18 днів прокату . У ньому актор зіграв відразу трьох персонажів: вченого, який знайшов спосіб подорожувати в часі, а також його брата і сина.
На початку 2016 року Сур'я приступив до зйомок в третьому фільмі франшизи «Левине серце», який вийшов на екрани 9 лютого 2017 року. Фільм заробив 100 крор (1 млрд рупій) за перші чотири дні прокату, проте потім збори різко знизилися, що призвело до фінансових втрат дистриб'юторів фільму. Як і попередній фільм Сурьі, картина мала у телугуязичной аудиторії більший успіх, ніж у тамілів . Критики ж назвали актора вражаючим і виносять половину фільму на своїх плечах .

## Особисте життя
З 11 вересня 2006 року одружений на актрисі Джотике разом з якою знявся в семи фільмах . У подружжя є двоє дітей: дочка Дивья (рід. 10 серпня 2007) і син Дев (рід. 7 червня 2010).

## Фільмографія
| Рік  |   | Українська назва            | Оригінальна назва           | Роль                                     |
| ---- | - | --------------------------- | --------------------------- | ---------------------------------------- |
| 1997 | ф | Лицом к лицу                | Nerrukku Ner                | Сур'я                                    |
| 1998 | ф | Любовь — весь мир           | Kaadhale Nimmadhi           | Чандру                                   |
| 1998 | ф |                             | Sandhippoma                 | Вишва                                    |
| 1999 | ф |                             | Periyanna                   | Сур'я                                    |
| 1999 | ф | Примирение                  | Poovellam Kettuppar         | Кришна                                   |
| 2000 | ф | Запутанная жизнь            | Uyirile Kalanthathu         | Сур'я                                    |
| 2001 | ф | Друзья                      | Friends                     | Чандру                                   |
| 2001 | ф | Нанда                       | Nandha                      | Нанда                                    |
| 2002 | ф | Думая о тебе                | Unnai Ninaithu              | Сур'я                                    |
| 2002 | ф |                             | Shree                       | Шри                                      |
| 2002 | ф | Тишина заговорила           | Mounam Pesiyadhe            | Гаутам                                   |
| 2003 | ф | Криминальный отдел          | Kaakha Kaakha               | Анбуселвам                               |
| 2003 | ф | Сын Бога                    | Pithamagan                  | Шакти                                    |
| 2004 | ф | Самый красивый              | Perazhagan                  | Картик / Чинна                           |
| 2004 | ф | Молодость                   | Aayutha Ezhuthu             | Майкл Васант                             |
| 2005 | ф | Мошенник                    | Maayavi                     | Балайя                                   |
| 2005 | ф | Превозмочь себя             | Ghajini                     | Санджай Рамасами                         |
| 2005 | ф | Аару                        | Aaru                        | Арумунгам                                |
| 2006 | ф | Любовь как бриз             | Sillunu Oru Kaadhal         | Гаутам                                   |
| 2007 | ф | Близнецы                    | Vel                         | Ветривел / Васудеван                     |
| 2008 | ф | Тысяча препятствий          | Vaaranam Aayiram            | Кришанан / Сур'я                         |
| 2009 | ф | Неуловимый                  | Ayan                        | Деварадж Велусами                        |
| 2009 | ф | Адаван                      | Aadhavan                    | Адаван / Муруган / Мадхаван              |
| 2010 | ф | Львиное сердце              | Singam                      | Дураисингам                              |
| 2010 | ф | Месть превыше всего         | Rakta Charitra(тел.)(гінді) | Сур'я                                    |
| 2011 | ф | Седьмое чувство             | 7aum Arivu                  | Аравинд / Бодхидхарма                    |
| 2012 | ф | Двое                        | Maattrraan                  | Акилан / Вималан                         |
| 2013 | ф | Львиное сердце 2            | Singam II                   | Дураисингам                              |
| 2014 | ф | Неугомонный                 | Anjaan                      | Раджу-бхай / Кришна                      |
| 2015 | ф | Масиламани по прозвищу Масс | Massu Engira Masilamani     | Масиламани / Шакти                       |
| 2015 | ф | Пацаны 2                    | Pasanga 2                   | Тамиз Надан                              |
| 2016 | ф | Часовщик                    | 24                          | Атрея / Сетураман / Маникандан           |
| 2017 | ф | Львиное сердце 3            | S3                          | Дураисингам                              |
| 2018 | ф | Все вместе                  | Thaanaa Serndha Koottam     | Иниян                                    |
| 2021 | ф | Джай Бхім                   | ஜெய் பீம்                       | Чандру                                   |
| 2022 | ф | Вікрам                      | Vikram                      | Ролекс, король наркозлочинного синдикату |